# Хоабінь
Хоабінь (в'єт. Thành phố Hòa Bình, — «мир» слухатиⓘ) — місто у В'єтнамі. Воно є столицею провінції Хоабінь і розташовано у 76 кілометрах від Ханоя на річці Да. Навколо міста проходила Битва за Хоабінь з 1951 по 1952 роки під час Першої індокитайської війни.

У місті також знаходиться ГЕС Хоабінь — найбільша у В'єтнамі гідроелектростанція (до завершення будівництва ГЕС Шонла), а також найбільша в Південно-Східній Азії . Вона була збудувана на кошти та за участю фахівців радянського союзу. Гребля тримає одноіменне водосховище Хоабінь.

## Населення
Станом на 2019 рік населення міста становило 135718 осіб  при площі 348,65 км2.

## Клімат
| Клімат міста Хоабінь                       | Клімат міста Хоабінь | Клімат міста Хоабінь | Клімат міста Хоабінь | Клімат міста Хоабінь | Клімат міста Хоабінь | Клімат міста Хоабінь | Клімат міста Хоабінь | Клімат міста Хоабінь | Клімат міста Хоабінь | Клімат міста Хоабінь | Клімат міста Хоабінь | Клімат міста Хоабінь | Клімат міста Хоабінь |
| Показник                                   | Січ.                 | Лют.                 | Бер.                 | Квіт.                | Трав.                | Черв.                | Лип.                 | Серп.                | Вер.                 | Жовт.                | Лист.                | Груд.                | Рік                  |
| Абсолютний максимум, °C                    | 35,4                 | 36,8                 | 38,8                 | 41,1                 | 42,5                 | 41,8                 | 40,7                 | 39,1                 | 37,8                 | 37,5                 | 36,5                 | 33,2                 | 42,5                 |
| Середній максимум, °C                      | 20,6                 | 21,9                 | 24,9                 | 29,4                 | 32,9                 | 33,9                 | 33,6                 | 32,8                 | 31,7                 | 29,2                 | 26,1                 | 22,6                 | 28,3                 |
| Середня температура, °C                    | 16,5                 | 18,0                 | 20,9                 | 24,8                 | 27,5                 | 28,7                 | 28,6                 | 28,1                 | 27,0                 | 24,5                 | 21,1                 | 17,8                 | 23,6                 |
| Середній мінімум, °C                       | 14,0                 | 15,6                 | 18,4                 | 21,8                 | 24,0                 | 25,4                 | 25,5                 | 25,2                 | 24,1                 | 21,4                 | 18,1                 | 14,8                 | 20,7                 |
| Абсолютний мінімум, °C                     | 1,9                  | 5,0                  | 7,2                  | 11,1                 | 10,2                 | 18,6                 | 19,6                 | 22,1                 | 16,1                 | 10,8                 | 5,1                  | 2,0                  | 1,9                  |
| Середня кількість сонячних годин на місяць | 87,2                 | 69,7                 | 73,4                 | 121,7                | 183,4                | 170,3                | 181,4                | 174,3                | 172,6                | 158,3                | 140,1                | 122,3                | 1654,7               |
| Днів з дощем                               | 8,6                  | 9,2                  | 11,5                 | 14,0                 | 18,1                 | 18,2                 | 18,9                 | 18,4                 | 14,2                 | 11,5                 | 7,4                  | 5,8                  | 155,9                |
| Вологість повітря, %                       | 83.4                 | 83.7                 | 84.1                 | 83.7                 | 82.1                 | 82.2                 | 83.5                 | 85.0                 | 84.9                 | 84.1                 | 82.6                 | 81.8                 | 83.4                 |
| ------------------------------------------ | -------------------- | -------------------- | -------------------- | -------------------- | -------------------- | -------------------- | -------------------- | -------------------- | -------------------- | -------------------- | -------------------- | -------------------- | -------------------- |

## References
1. ↑  Nghị quyết số 1189/NQ-UBTVQH14 năm 2021 về việc thành lập phường Quỳnh Lâm và phường Trung Minh thuộc thành phố Hòa Bình, tỉnh Hòa Bình. 12 січня 2021.
2. 1 2 3  Nghị quyết số 830/NQ-UBTVQH14 năm 2019 về việc sắp xếp các đơn vị hành chính cấp huyện, cấp xã thuộc tỉnh Hòa Bình. 17 грудня 2019.
3. ↑  Hoa Binh Travel Guide. World66.com. Процитовано 10 жовтня 2008.
4. ↑  Гідроелектростанції у В'єтнамі. Industcards.com. Архів оригіналу за 19 липня 2009. Процитовано 4 квітня 2010.

Міста В'єтнаму
Провінція Хоабінь